# Давыдовский сельсовет (Истринский район)
Давыдовский сельсовет — упразднённая административно-территориальная единица, существовавшая на территории Московской губернии и Московской области до 1929 и в 1939—1962 годах.

## Давыдовский с/с до 1929 года
Давыдовский сельсовет был образован в первые годы советской власти. В 1919 году Давыдовский с/с входил в Лучинскую волость Звенигородского уезда Московской губернии.
14 января 1921 года Лучинская волость была передана в Воскресенский уезд.
В 1923 году к Давыдовскому с/с был присоединён Рожновский с/с.
По данным 1926 года в состав сельсовета входили деревня Буньково, деревня Давыдовское, деревня Крючково, деревня Рожново, а также хутор, школа и санаторий.
В 1929 году Давыдовский с/с был упразднён, а его территория передана в Дубровский с/с.

## Лукинский с/с до 1939 года
Лукинский сельсовет был образован в первые годы советской власти. В 1919 году Лукинский с/с входил в Лучинскую волость Звенигородского уезда Московской губернии.
14 января 1921 года Лучинская волость была передана в Воскресенский уезд.
В 1923 году Лукинский с/с был присоединён к Борисковскому с/с, но в 1927 году восстановлен
В 1929 году Лукинский с/с был отнесён к Воскресенскому району Московского округа Московской области. При этом к нему был присоединён Борисковский с/с.
30 октября 1930 года Воскресенский район был переименован в Истринский район.
17 июля 1939 года к Лукинскому с/с были присоединены селения Бутырево, Горшково, Давыдовское и Котово упразднённого Дубровского с/с, а также селения Крючково и Рожново упразднённого Искровского сельсовета. При этом Лукинский с/с был переименован в Давыдовский сельсовет.

## Давыдовский с/с в 1939—1962 годах
7 декабря 1957 года Истринский район был упразднён и Давыдовский с/с был передан в Красногорский район.
28 июля 1960 года Истринский район был восстановлен и Давыдовский с/с был возвращён в его состав.
31 июля 1962 года Давыдовский с/с был упразднён, а его территория передана в Лучинский с/с.